# Sageraea thwaitesii
Sageraea thwaitesii är en kirimojaväxtart som beskrevs av Joseph Dalton Hooker och Thomas Thomson. Sageraea thwaitesii ingår i släktet Sageraea och familjen kirimojaväxter. IUCN kategoriserar arten globalt som starkt hotad. Inga underarter finns listade i Catalogue of Life.